# 香港舞蹈年獎
香港舞蹈年獎（Hong Kong Dance Alliance Dance Awards）是由香港舞蹈聯盟為表揚對香港舞蹈界具貢獻之人士及團體而設的一個奬項。舞蹈年獎概觀全年香港舞蹈界別工作者之表現，選出其中具代表性者予以鼓勵。
由2010年起香港舞蹈聯盟把「香港舞蹈年獎」明確地分成七個類別：傑出舞蹈製作獎（大型舞蹈作品）、傑出獨立舞蹈製作獎（小型舞蹈作品）、編舞獎（傑出編舞）、男演員獎（傑出男舞者）、女演員獎（傑出女舞者）、舞臺技術獎（傑出舞蹈服務）及教育及推廣獎（傑出舞蹈教育、青少年舞蹈或社區舞蹈），還有一項並不是每年都有的傑出成就獎。
2017年，傑出舞蹈製作獎及傑出獨立舞蹈製作獎二獎分拆為大型、中型及小型場地舞蹈製作三項；傑出舞美獎分拆為傑出燈光/視覺設計、傑出舞台/服裝設計及傑出配樂/聲音設計三項。
2018年加設傑出新晉編舞獎。

## 獎項

### 當前設有類別
- 傑出編舞
- 傑出大型場地舞蹈製作 (2017-)
- 傑出中型場地舞蹈製作 (2017-)
- 傑出小型場地舞蹈製作 (2017-)
- 傑出男舞蹈員演出
- 傑出女舞蹈員演出
- 傑出群舞演出
- 傑出燈光/視覺設計
- 傑出舞台/服裝設計
- 傑出配樂/聲音設計
- 傑出另類場地舞蹈製作
- 傑出舞蹈教育/社區舞蹈
- 傑出舞蹈服務

### 過往獎項類別
- 白朗唐新晉編舞 (-2023)
- 傑出舞蹈製作  (-2016）
- 傑出獨立舞蹈製作 (-2016)
- 傑出網上製作

## 歷年名單

### 2002年得獎者
- 黎海寧（傑出成就獎）﹣城市當代舞蹈團駐團編舞
- 陳宜今 ﹣ 城市當代舞蹈團舞者，以舞團作品《男生》、《給你一點顏色》及《愛美麗的快樂聖誕》中的表演而獲奬
- 【香港舞蹈歷史】編輯部 ﹣以【香港舞蹈歷史】的出版而獲奬
- 香港演藝學院舞蹈學院 ﹣以製作舞劇《春之祭》而獲奬
- 香港青年藝術協會 ﹣以其對推廣普及香港年青人舞蹈的貢獻而獲奬
- 劉兆銘 ﹣香港舞蹈的開拓者之一，以分別演出於香港芭蕾舞團的《白蛇》及香港舞蹈團的《梁祝》中的表演而獲奬
- 王榮祿 ﹣以為香港演藝學院舞蹈學院芭蕾舞系學生們編排了結合芭蕾及現代舞特色的作品《4 In》而獲獎
- 潘素齡 ﹣燈光設計師，以為城市當代舞蹈團製作節目《驚鴻六瞥》設計燈光而獲獎
- 白家樂 ﹣香港芭蕾舞團舞者，以舞團製作的《木蘭》、《睡美人》、《胡桃夾子》及《女大不中留》中的表演而獲奬
- 崔健 ﹣以為城市當代舞蹈團製作節目《給你一點顏色》創作音樂而獲獎

### 2003年得獎者
- 陳敏兒 ﹣以為城市當代舞蹈團編排舞蹈《光纖纖》而獲獎
- 動藝舞蹈團 ﹣以製作關懷弱勢社群，如傷殘人士、精神病者、愛滋患者等之《美麗人生》系列演出而獲得香港舞蹈年獎
- 加力．杜里高 - 香港芭蕾舞團舞者，以《木蘭》、《仲夏夜之夢》、《女大不中留》、《歌碧莉亞》及《仙履奇緣》中的表演而獲奬
- 馮國基 ﹣以為香港舞蹈團舞劇《水滸傳》設計之燈光獲獎
- 林志傑 ﹣以由邢亮編排的舞蹈《某時》中的表演而獲獎
- 喬楊 ﹣以黎海寧編排的舞劇《O先生家族死亡事件》中的母親一角而獲獎
- 彼得小話 ﹣以為曹誠淵、邢亮及桑吉加編排的舞劇《365種係定唔係東方主義》創作音樂而獲獎
- 蕭弘毅 ﹣以為香港芭蕾舞團拍攝及製作舞蹈照片集獲獎
- 楊雲濤 ﹣以演出丁偉編排的舞劇《媽勒訪天邊》中的男主角而獲獎
- 年青的天空 ﹣城市當代舞蹈團為中學生而創辦的舞蹈團「年青的天空」，以推動本土年青人的舞蹈獲獎

### 2004年得獎者
- 包陪慶女士 、包陪麗女士 （傑出成就獎）
- 陳敏兒 - 以伍宇烈創作的舞劇《春之祭》中的出色演繹獲獎
- 陳頌瑛 - 以編寫舞蹈教育資料書籍【舞蹈教育新里程】而獲獎
- 香港芭蕾舞團 - 以製作及演出澳洲編舞家娜泰莉．維亞編排的舞劇《杜蘭朵》而獲獎
- 吳詩韻 - 以積極參與社區服務及為弱視及失明人士團體「微風吹」編排實驗舞蹈作品《觸．動》而獲獎
- 伍宇烈 - 以編排創作舞劇《春之祭》而獲獎
- 落合惠利子 - 以其為香港芭蕾舞團成功演出眾多主要角色而獲獎
- 蘇淑 - 以其為香港舞蹈團成功演出眾多主要角色而獲獎
- 華文偉 - 以創立「年終無休製作公司」並製作多個具有深刻文化交流意義的節目而獲獎
- 王廷琳 - 以其於個人獨舞展《一刻》中精彩的表演而獲獎
- 邢亮 - 以城市當代舞蹈團製作的舞劇《情男色女—達利vs加拉》的表演而獲獎

### 2005年得獎者
- CCDC舞蹈中心 - 以它對香港舞蹈教育、推廣和支持所作的貢獻而獲獎
- 朱瑞英 - 以她為香港芭蕾舞團製作的《不死傳說》之服裝設計而獲獎
- 藤野暢央 - 以他於香港芭蕾舞團2004年製作各個作品中的演出而獲獎
- 香港芭蕾舞學會  - 以其大力提倡芭蕾舞蹈和出色的芭蕾教育活動而獲獎
- 柯志勇 - 以他在香港舞蹈團製作的《蜀風麻棘燙》中《茶倌》一舞的演出而獲獎
- 郭富城 - 以他在《舒適堡郭富城舞台寶典@舞林大匯演唱會2004》中的舞蹈演出而獲獎[1]
- 李樹生 - 以香港舞蹈團《遷界令》中的燈光設計而獲頒香港舞蹈年獎
- 曹誠淵、馬波及李捍忠 - 以他們在城市當代舞蹈團《一桌N椅》中編舞而獲獎
- 楊春江  - 以《形亡極樂》中的演出而獲獎
- 楊惠美 - 以《捕捉流水》中的演出而獲獎

### 2006年得獎者
- 謝傑斐 （傑出成就獎）
- 陳敏兒、楊惠美 - 以合作編創節目《尋找家豬的故事》而獲獎
- 夏國斌 - 以為香港芭蕾舞團的舞劇《蝴蝶夫人》設計佈景和服裝而獲獎
- 賀基富 - 以為香港演藝學院舞蹈學院的製作《身之繹動》編排舞蹈節目《向法蘭仙納杜拉致敬》而獲獎
- 香港舞蹈團 - 以策劃及製作一系列的「八樓平台」節目而獲獎
- 林偉源、陳敏兒 - 以策劃香港舞蹈聯盟的交流計劃「Dance Wide HKNY」而獲獎
- 邢亮 - 以為城市當代舞蹈團編排舞蹈《鏡．花．圓》而獲獎
- 伍宇烈、黃大徽、陳友榮、陳俊、陳磊、黃磊、陸仁山、米濤、胡錦明、謝茵及楊怡孜 - 以為香港舞蹈團的「八樓平台」製作編排節目《民間傳奇》而獲獎
- 聖雅各福群會  - 以其在舞蹈教育上的貢獻獲獎
- 楊雲濤 - 以演出城市當代舞蹈團製作的舞劇《霸王》中的項羽而獲獎
- 余仁華 - 以為東邊現代舞團編排舞蹈《翻天覆地》而獲獎

### 2007年得獎者
- 成龍（傑出成就獎）
- 吳杏冰 （傑出成就獎）
- 城市當代舞蹈團 - 以黎海寧編舞的《證言》中的製作獲獎
- 陳宜今 	- 以他在城市當代舞蹈團製作、邢亮編舞的《尼金斯基》和黎海寧編舞的《證言》中的演出獲獎
- 張國永 	- 以他在城市當代舞蹈團製作、黎海寧編舞的《證言》中的燈光和佈景設計獲獎
- 崔炳華 	- 以她在香港舞蹈團《塵埃落定》的服裝設計而獲獎
- 香港芭蕾舞團 - 憑著《巴蘭欽．舞越凡音》的製作獲獎
- 劉建華 	- 以他的舞蹈評論工作而獲獎
- 黃磊 - 以他在香港舞蹈團《如夢令》中的演出而獲獎
- 劉迎宏 - 以其為香港舞蹈團《塵埃落定》及《笑傲江湖》中的演出而獲獎
- 金瑤 - 憑著她為香港芭蕾舞團《吉賽爾》及巴蘭欽作品《柴可夫斯基雙人舞》中的演出獲獎
- 余碧艷 - 憑著她為香港演藝學院舞蹈學院編排的舞蹈《雨夜》獲獎

### 2008年得獎者
- 鍾金寶、陳寶珠、毛妹、郭世毅  （傑出成就獎）[2]
- 陳慶恩 - 憑他為曹誠淵先生編舞的《蘭陵王》所創作的音樂獲獎
- 陳榮 - 	以他在香港舞蹈團製作的《笑傲江湖》和《夢傳說》中的演出獲獎
- 香港藝術節 - 以《我的舞蹈生涯》的製作獲獎
- 香港芭蕾舞團 - 以《風流寡婦》的製作獲獎
- 香港舞蹈團 - 憑《清明上河圖》的製作而獲獎
- 黎海寧 - 以她在城市當代舞蹈團《女書》中的編舞獲獎
- 梁菲 - 憑著她在香港芭蕾舞團《羅密歐與茱麗葉》中對茱麗葉一角的演繹獲獎
- 玄牝舞集 - 憑著其舞劇《窺心人》的製作獲獎
- 伍宇烈和香港小交響樂團 - 以《士兵的故事》的製作獲獎
- 楊怡孜 - 憑著她在城市當代舞蹈團製作、黎海寧女士編舞的《女書》中的演出獲獎

### 2009年得獎者
- 朱絜 （傑出成就獎）
- 陳磊及謝茵 - 憑著《風水行》的舞蹈編排獲獎
- 城市當代舞蹈團 - 以《永無休止》的製作而獲獎
- 楊春江 - 憑著他的舞蹈劇場作品《靈丹》的創作和演出獲獎
- 演藝進修學院 - 憑著它所提供的持續進修課程獲獎
- 羅凡 - 憑著他在城市當代舞蹈團製作的《沒有主義》和《永無休止》中的演出獲獎
- 梅卓燕 - 憑著她為香港舞蹈團製作的《再世．尋梅》中的編舞獲獎
- 蘇淑 - 憑著她在香港舞蹈團製作的《木蘭》、《雪山飛狐》和《清明上河圖》中的演出獲獎
- 香港芭蕾舞團 - 憑著《舞若色》的製作獲獎
- 香港芭蕾舞團 - 憑著《芭蕾進化論》的製作獲獎
- 不加鎖舞踊館 - 以《用心看世界——火鳥延續篇》的製作獲獎

### 2010年得獎者
- 編舞組別
  - 桑吉加 作品《那一年．這一天》（城市當代舞蹈團）
- 舞蹈製作組別
  - 城市當代舞蹈團 製作《那一年．這一天》
  - 香港舞蹈團 製作 《帝女花》
- 獨立舞蹈組別
  - 周佩韻 作品《歸途》（新約舞流）
- 男舞蹈員演出組別
  - 黃磊 演出《天上‧人間》（香港舞蹈團）
- 女舞蹈員演出組別
  - 韓梅 演出《歸途》（新約舞流）
  - 劉昱瑤 演出《羅密歐與茱麗葉》（香港芭蕾舞團））
- 舞蹈服務組別
  - 張國永 燈光設計《非常道》（城市當代舞蹈團）
- 舞蹈教育、青少年舞蹈或社區舞蹈組別
  - 城市當代舞蹈團及廣東現代舞團：計劃《青年舞蹈雙城 - 香港．廣州》

### 2011年得獎者
- 傑出成就獎
  - 羅廖耀芝
- 編舞組別
  - 黎海寧 作品《雙城記－上海．香港．張愛玲》（城市當代舞蹈團）
- 舞蹈製作組別
  - 城市當代舞蹈團 製作《六度》
- 獨立舞蹈組別
  - 王丹琦及李思颺 作品《Galatea and Pygmalion》
- 男舞蹈員演出組別
  - 徐強 演出《瀟洒東坡》（香港舞蹈團）
- 女舞蹈員演出組別
  - 喬楊 演出《雙城記－上海．香港．張愛玲》（城市當代舞蹈團）
- 舞蹈服務組別
  - 吳文安 燈光設計《六度》（城市當代舞蹈團）
- 舞蹈教育、青少年舞蹈或社區舞蹈組別
  - 香港舞台設計有限公司：計劃《六翻自己》

### 2012年得獎者[3]
- 傑出成就獎
  - 梅卓燕、伍宇烈
- 編舞組別
  - 龐智筠 作品《全院滿座》（城市當代舞蹈團）
- 舞蹈製作組別
  - 香港舞蹈團 製作《雙燕-吳冠中名畫隨想》
- 獨立舞蹈組別
  - 林波、李咏靜 作品《瞳》
  - 楊春江 作品《灵灵性性-天體樂園2011》
- 男舞蹈員演出組別
  - 陳俊 演出《雙燕-吳冠中名畫隨想》（香港舞蹈團）
  - 林波 演出《瞳》
- 女舞蹈員演出組別
  - 吳菲菲 演出《此時。此刻 - 一間她自己的房間》（香港芭蕾舞團）
- 舞美組別
  - 林經堯、莫君傑、曾文通、楊子欣《雙燕-吳冠中名畫隨想》（香港舞蹈團）
- 舞蹈教育、青少年舞蹈或社區舞蹈組別
  - 東邊舞蹈團

### 2013年得獎者[4]
- 最值得表揚舞蹈製作 
  - 《蘭亭‧祭姪》（香港舞蹈團）
- 最值得表揚獨立舞蹈製作 
  - 《界限‧街道圖》（新約舞流）
- 最值得表揚編舞
  - 梅卓燕及邢亮《舞‧雷雨》 （鄧樹榮戲劇工作室）
- 最值得表揚群舞演出 
  - 香港芭蕾舞蹈團《卡薩廸》
- 最值得表揚女舞蹈員演出 
  - 華琪鈺《舞‧雷雨》 （鄧樹榮戲劇工作室）
- 最值得表揚男舞蹈員演出
  - 黃狄文《畸人說夢》 （城市當代舞蹈團）
- 最值得表揚舞蹈劇作指導 
  - 鄧樹榮《舞‧雷雨》 （鄧樹榮戲劇工作室）
- 最值得表揚燈光及佈景設計 
  - 張國永《界限‧街道圖》 （新約舞流）
- 最值得表揚社區舞蹈計劃
  - 《開放舞蹈》 （香港藝術中心及楊春江）
- 最值得表揚舞蹈影像計劃 
  - 跳格國際舞蹈影像節 （城市當代舞蹈團）

### 2014年得獎者[5]
- 傑出成就獎
  - 曹誠淵
- 最值得表揚設計 － 整體設計
  - 《天蟬地儺》（香港舞蹈團主辦，貴州省歌舞劇院協辦）
- 最值得表揚青年及社區舞蹈計劃
  - 《慾・望・西・九・》（城市當代舞蹈團）
  - 《創意芭蕾培訓計劃：夢・家・想》（香港芭蕾舞團）
- 最值得表揚女舞蹈員演出
  - 李思颺《Galatea X》
- 最值得表揚男舞蹈員演出
  - 黎德威《尋找大觀園》(城市當代舞蹈團)
- 最值得表揚群舞演出
  - 香港舞蹈團《花木蘭》
  - 香港芭蕾舞團《風流寡婦》
- 最值得表揚舞蹈推廣貢獻 (大眾媒體)
  - 電影《狂舞派》
- 最值得表揚獨立舞蹈製作
  - 動藝《M事件》
- 最值得表揚編舞
  - 李思颺及王丹琦《Galatea X》
- 最值得表揚舞蹈製作
  - 香港舞蹈團《花木蘭》

### 2015年得獎者[6]
- 傑出成就獎
  - 白朗唐
- 最值得表揚舞蹈製作
  - 香港舞蹈團《風雲》
- 最值得表揚編舞
  - 阮日廣 – 城市當代舞蹈團 《動靜》之《感》
- 最值得表揚獨立舞蹈製作
  - 「舞過介」系列：不加鎖舞踊館《游弋蒼穹》(康樂及文化事務署)
- 最值得表揚男舞蹈員演出
  - 孫公偉 – 香港舞蹈團《風雲》飾步驚雲
- 最值得表揚女舞蹈員演出
  - 華琪鈺 - 香港舞蹈團《梁祝‧傳說》飾孟姜女
- 最值得表揚群舞演出
  - 香港芭蕾舞團《唐吉訶德》
- 最值得表揚聲音設計及配樂
  - 趙桂燕 – 「舞蹈新鮮人系列」﹕陳凱《圓II》(康樂及文化事務署)
  - 李哲藝及蔡世豪 – 香港舞蹈團《風雲》原創音樂
- 最值得表揚 - 佈景設計
  - 何應豐及王健偉 –動藝《咏嘆調》
- 最值得表揚青年及社區舞蹈計劃
  - 香港芭蕾舞學會《睡公主》
- 最值得表揚舞蹈錄像及攝影
  - 黎宇文

### 2016年得獎者[7]
- 終身成就獎
  - 冼源
- 傑出舞蹈製作
  - 城市當代舞蹈團《孤寂》
- 傑出編舞
  - 黎海寧 - 城市當代舞蹈團《孤寂》
- 傑出獨立舞蹈製作
  - 不加鎖舞踊館《男生•男再生》(康樂及文化事務署)
- 傑出男舞蹈員演出
  - 李涵 飾 香港舞蹈團《倩女．幽魂》中 寧采臣
  - 沈杰 飾 香港芭蕾舞團《羅密歐與茱麗葉》中 羅密歐
- 傑出女舞蹈員演出
  - 唐婭 飾 香港舞蹈團《倩女．幽魂》中 聶小倩
- 傑出群舞演出
  - 香港芭蕾舞團《波萊羅》
  - 城市當代舞蹈團《孤寂》
- 傑出舞美
  - 曾文通 香港舞蹈團《倩女．幽魂》之 佈景設計
- 傑出青年及社區舞蹈計劃
  - 新約舞流及香港中文大學藝術行政主任辦公室 藝城動展：《樽裝城市》
- 其他傑出舞蹈成就
  - 盧偉力《尋找香港舞蹈》一書
  - 羅佳娜 舞蹈評論工作

### 2017年得獎者
- 終身成就獎
  - 陳德昌
- 傑出成就獎
  - 劉兆銘
- 傑出編舞
  - 黎海寧 香港舞蹈團《紅樓‧夢三闋》之＜夢未完＞
- 大型場地舞蹈製作
  - 香港芭蕾舞團 《茶花女》
- 中型場地舞蹈製作
  - 城市當代舞蹈團 《拼途》
  - 香港舞蹈團 《紅樓‧夢三闋》
- 小型場地舞蹈製作
  - 多空間 i-舞蹈節（香港）2016：《90後的黎海寧》
- 傑出男舞蹈員演出
  - 麥卓鴻 城市當代舞蹈團《她說／他說》中＜回初＞
- 傑出女舞蹈員演出
  - 陳稚瑶 飾 奧德蒂 香港芭蕾舞團《天鵝湖》
  - 潘翎娟 飾 華文英／ 瓊天 香港舞蹈團《中華英雄》
- 傑出群舞演出
  - 香港芭蕾舞團 《天鵝湖》
- 傑出燈光/視覺設計
  - 燈光設計：黃子健 原動作《翻卷》
- 傑出舞台/服裝設計
  - 舞台設計：何應豐、王健偉 香港舞蹈團《紅樓‧夢三闋》
  - 舞台設計：曾文通 香港舞蹈團《中華英雄》
- 傑出配樂/聲音設計
  - 聲音設計：楊我華 香港舞蹈團《紅樓‧夢三闋》
- 傑出舞蹈教育/青少年舞蹈/社區舞蹈或環境舞蹈
  - 香港學界舞蹈協會有限公司及教育局 學校舞蹈節
- 傑出舞蹈服務
  - 多空間 i-舞蹈節（香港）

### 2018年得獎者
- 傑出成就獎
  - 陳頌瑛
- 傑出編舞
  - 黎德威
- 傑出新晉編舞
  - 邱加希
- 傑出男舞者 
  - 夏俊 《海盜》（香港芭蕾舞團）
- 傑出女舞者： 
  - 華琪鈺 《白蛇》（香港舞蹈團）
- 傑出大型場地舞蹈製作
  - 《海盜》（香港芭蕾舞團）
- 傑出中型場地舞蹈製作
  - 《恐。集》（城市當代舞蹈團)
- 傑出小型場地舞蹈製作
  - 《純生》/《獨。蝸》
- 傑出群舞演出
  - 《海盜》（香港芭蕾舞團）
- 傑出燈光/視覺設計
  - Sue Healey、黎宇文 《觀。影 - 香港舞者》（西九文化區）
- 傑出舞台/服裝設計
  - Hugo Millan 《海盜》（香港芭蕾舞團）
- 傑出配樂/聲音設計
  - 梁寶榮《恐。集》（城市當代舞蹈團)
- 傑出舞蹈教育/青少年舞蹈/社區舞蹈或環境舞蹈：
  - 《真假距離》（新約舞流）
- 傑出舞蹈服務：
  - 城市當代舞蹈節（城市當代舞蹈團)